# Hong Renda
 (septembre 2017).
Si vous disposez d'ouvrages ou d'articles de référence ou si vous connaissez des sites web de qualité traitant du thème abordé ici, merci de compléter l'article en donnant les références utiles à sa vérifiabilité et en les liant à la section « Notes et références ».
Hong Renda (洪仁達), (? - Nankin, 1864) et Roi des Bénédictions (Fu Wang, 福王), fut le plus jeune des deux frères aînés de Hong Xiuquan (un Hakka qui fut le Roi céleste du Royaume céleste de la Grande paix).
Lui et son frère aîné Hong Renfa reçurent tous deux le titre de « roi », donné par leur frère Hong Xiuquan, lors de la révolte des Taiping, qui secoua la Chine des Qing de 1850 à 1864.
Ils sont connus pour leur corruption, et le rôle négatif qu'ils jouèrent à l'égard de leur cousin Hong Rengan, dont les idées modernes ne trouvaient pas grâce à leurs yeux.
Hong Renda fut exécuté par les Qing après la chute de Nankin, en 1864.